# Maxillaria curvicolumna
Maxillaria curvicolumna là một loài thực vật có hoa trong họ Lan. Loài này được M.A.Blanco & Neubig mô tả khoa học đầu tiên năm 2007.